# Peso del cuerpo humano
El peso del cuerpo humano se refiere a la masa o el peso de una persona. El peso corporal se mide en kilogramos, una medida de masa, en todo el mundo, aunque en algunos países como los Estados Unidos se mide en libras o, como en el Reino Unido, en stones y libras. La mayoría de los hospitales, incluso en los Estados Unidos, ahora usan kilogramos para los cálculos, pero usan kilogramos y libras juntos para otros propósitos.
En sentido estricto, el peso corporal es la medida del peso sin elementos ubicados en la persona. Sin embargo, en la práctica, el peso corporal se puede medir con la ropa puesta, pero sin zapatos o accesorios pesados, como teléfonos móviles y carteras, y utilizando balanzas de pesaje manual o digital. El peso corporal excesivo o reducido se considera un indicador de la salud de una persona, y la medición del volumen corporal proporciona una dimensión adicional al calcular la distribución del peso corporal.

## Estimación en niños
Hay una serie de métodos para estimar el peso en niños en circunstancias (como emergencias) cuando no se puede medir el peso real. La mayoría involucra a un padre o proveedor de atención médica que adivina el peso del niño a través de fórmulas de estimación de peso. Estas fórmulas basan sus hallazgos en la edad del niño y en los sistemas de estimación de peso basados en cinta. De las muchas fórmulas que se han utilizado para estimar el peso corporal, algunas incluyen la fórmula APLS, la fórmula de Leffler y la fórmula de Theron. También hay varios tipos de sistemas basados en cinta para estimar el peso de los niños, siendo el más conocido la cinta Broselow. La cinta Broselow se basa en la longitud con el peso leído en el área de color apropiada. Los sistemas más nuevos, como la cinta PAWPER, utilizan un proceso simple de dos pasos para estimar el peso: la estimación del peso basada en la longitud se modifica de acuerdo con el hábito corporal del niño para aumentar la precisión de la predicción del peso final.
La fórmula de Leffler se usa para niños de 0 a 10 años de edad. En los menores de un año es
{\displaystyle m={\tfrac {1}{2}}a_{m}+4}
y para aquellos de 1 a 10 años es
{\displaystyle m=2a_{y}+10}
donde m es el número de kilogramos de peso del niño y am y ay respectivamente son el número de meses o años de edad del niño.
La fórmula de Theron es
{\displaystyle m=e^{0.175571a_{y}+2.197099}}
donde m y ay son como anteriormente.

## Fluctuación
El peso corporal varía a lo largo del día, ya que la cantidad de agua en el cuerpo no es constante. Cambia con frecuencia debido a actividades como beber, orinar o hacer ejercicio. Los participantes de los deportes profesionales pueden deshidratarse deliberadamente para ingresar a una categoría de bajo peso, una práctica conocida como reducción de peso.

## Peso corporal ideal
El peso corporal ideal (IBW por sus siglas en inglés) fue introducido inicialmente por Devine en 1974 para permitir la estimación de la eliminación de fármacos en pacientes obesos; desde entonces, los investigadores han demostrado que el metabolismo de ciertos medicamentos se relaciona más con el IBW que con el peso corporal total. El término se basó en el uso de datos de seguros que demostraron la mortalidad relativa para hombres y mujeres según diferentes combinaciones de altura y peso.
La estimación más común de IBW es por la fórmula de Devine; existen otros modelos y se han señalado para dar resultados similares. Otros métodos utilizados para estimar el peso corporal ideal son el índice de masa corporal y el método de Hamwi. El IBW no es la medida perfecta de grasa ya que no muestra el porcentaje de grasa o músculo en el cuerpo. Por ejemplo, los resultados de los atletas muestran que tienen sobrepeso cuando en realidad están en buena forma y son saludables. Máquinas como la absorciometría de rayos X de energía dual (DXA) pueden medir con precisión el porcentaje y el peso de (grasa, músculo, hueso) en un cuerpo.

### Fórmula de Devine
La fórmula de Devine para calcular el peso corporal ideal en adultos es la siguiente:
- Peso corporal ideal masculino = 50 kg + [0.9 kg × (altura (cm) - 152)]
- Peso corporal ideal femenino = 45.5 kg + [0.9 kg × (altura (cm) - 152)]

### Método Hamwi
El método Hamwi se utiliza para calcular el peso corporal ideal del adulto en general:
- Peso corporal ideal masculino = 48 kg + [1.1 kg × (altura / cm - 152)]
- Peso corporal ideal femenino = 45.4 kg + [0.9 kg × (altura / cm - 152)]

## Uso

### Deportes
Los participantes en deportes como el boxeo, las artes marciales mixtas, la lucha, el remo, el judo, la halterofilia y el levantamiento de potencia se clasifican de acuerdo con su peso corporal, medido en unidades de masa, como libras o kilogramos.

### Medicina
El peso corporal ideal, específicamente la fórmula de Devine, se usa clínicamente por múltiples razones, con mayor frecuencia para estimar la función renal en la dosificación de fármacos y predecir la farmacocinética en pacientes con obesidad mórbida.

## Peso promedio alrededor del mundo

### Por región
| Región                     | Población adulta (millones) | Peso promedio | Población con sobrepeso/ población total | Fuente |
| -------------------------- | --------------------------- | ------------- | ---------------------------------------- | ------ |
| África                     | 535                         | 60.7 kg       | 28.9 %                                   | [ 12 ] |
| Asia                       | 2,815                       | 57.7 kg       | 24.2 %                                   | [ 12 ] |
| Europa                     | 606                         | 70.8 kg       | 55.6 %                                   | [ 12 ] |
| América latina y el Caribe | 386                         | 67.9 kg       | 57.9 %                                   | [ 12 ] |
| Norteamérica               | 263                         | 80.7 kg       | 73.9 %                                   | [ 12 ] |
| Oceanía                    | 24                          | 74.1 kg       | 63.3 %                                   | [ 12 ] |
| Mundo                      | 4,630                       | 62.0 kg       | 34.7 %                                   | [ 12 ] |

### Por país
| País                | Peso medio masculino | Peso medio femenino | Población muestra/ rango de edad | Metodología | Año       | Fuente |
| ------------------- | -------------------- | ------------------- | -------------------------------- | ----------- | --------- | ------ |
| Brasil              | 72.7 kg              | 62.5 kg             | 20-74                            | Mesurado    | 2008-2009 | [ 13 ] |
| Canadá              | 80.3 kg              |                     |                                  | Mesurado    |           |        |
| Chile               | 77.3 kg              | 67.5 kg             | 15+                              | Mesurado    | 2009-2010 | [ 14 ] |
| Finlandia           | 82.1 kg              |                     |                                  | Mesurado    |           |        |
| Francia             | 77.1 kg              | 62.7 kg             | 15+                              | Mesurado    | 2005      | [ 15 ] |
| Alemania            | 82.4 kg              | 67.5 kg             | 18+                              | Mesurado    | 2005      | [ 16 ] |
| Corea del Sur       | 68.6 kg              | 56.5 kg             | 18+                              | Mesurado    | 2007      | [ 17 ] |
| Suecia              | 81.9 kg              | 66.7 kg             | 16-84                            | Mesurado    | 2003-2004 | [ 18 ] |
| Reino Unido - Gales | 84.0 kg              | 69.0 kg             | 16+                              | Mesurado    | 2009      | [ 19 ] |
| Estados Unidos      | 88.8 kg              | 76.4 kg             | 20+                              | Mesurado    | 2011-2014 | [ 20 ] |

#### Estadísticas globales
Los investigadores de la London School of Hygiene & Tropical Medicine publicaron un estudio sobre el peso promedio de los humanos adultos en la revista BMC Public Health y en la conferencia de las Naciones Unidas Río + 20.
| Ranking | País                    | Kilogramos | Libras | Tamaño relativo |
| ------- | ----------------------- | ---------- | ------ | --------------- |
| 1       | Micronesia              | 87.398     | 192.68 | 192.68          |
| 2       | Tonga                   | 87.344     | 192.56 | 192.56          |
| 3       | United States           | 81.928     | 180.62 | 180.62          |
| 4       | Samoa                   | 78.544     | 173.16 | 173.16          |
| 5       | Kuwait                  | 77.791     | 171.50 | 171.5           |
| 6       | Australia               | 77.356     | 170.54 | 170.54          |
| 7       | Malta                   | 76.956     | 169.66 | 169.66          |
| 8       | Catar                   | 76.866     | 169.46 | 169.46          |
| 9       | Croacia                 | 76.412     | 168.46 | 168.46          |
| 10      | Reino Unido             | 75.795     | 167.10 | 167.1           |
| 11      | UAE                     | 75.532     | 166.52 | 166.52          |
| 12      | Grecia                  | 75.038     | 165.43 | 165.43          |
| 13      | Chipre                  | 74.802     | 164.91 | 164.91          |
| 14      | Egipto                  | 74.271     | 163.74 | 163.74          |
| 15      | Barbados                | 73.831     | 162.77 | 162.77          |
| 16      | Bielorrusia             | 73.663     | 162.40 | 162.4           |
| 17      | Bahrain                 | 73.550     | 162.15 | 162.15          |
| 18      | Alemania                | 73.042     | 161.03 | 161.03          |
| 19      | Islas Solomon           | 72.797     | 160.49 | 160.49          |
| 20      | Austria                 | 72.743     | 160.37 | 160.37          |
| 21      | Arabia Saudí            | 72.638     | 160.14 | 160.14          |
| 22      | Islandia                | 72.584     | 160.02 | 160.02          |
| 23      | Trinidad y Tobago       | 72.538     | 159.92 | 159.92          |
| 24      | Argentina               | 72.434     | 159.69 | 159.69          |
| 25      | Bahamas                 | 72.380     | 159.57 | 159.57          |
| 26      | Finlandia               | 72.348     | 159.50 | 159.5           |
| 27      | Israel                  | 71.912     | 158.54 | 158.54          |
| 28      | Rep. Checa              | 71.640     | 157.94 | 157.94          |
| 29      | Nueva Zelandia          | 71.631     | 157.92 | 157.92          |
| 30      | Bulgaria                | 71.459     | 157.54 | 157.54          |
| 31      | Rusia                   | 71.418     | 157.45 | 157.45          |
| 32      | Eslovenia               | 71.200     | 156.97 | 156.97          |
| 33      | Eslovaquia              | 71.060     | 156.66 | 156.66          |
| 34      | Albania                 | 71.019     | 156.57 | 156.57          |
| 35      | Bosnia                  | 71.001     | 156.53 | 156.53          |
| 36      | Suiza                   | 70.987     | 156.50 | 156.5           |
| 37      | Rep. de Moldavia        | 70.978     | 156.48 | 156.48          |
| 38      | Venezuela               | 70.788     | 156.06 | 156.06          |
| 39      | Chile                   | 70.593     | 155.63 | 155.63          |
| 40      | Georgia                 | 70.561     | 155.56 | 155.56          |
| 41      | España                  | 70.556     | 155.55 | 155.55          |
| 42      | Azerbaiyán              | 70.484     | 155.39 | 155.39          |
| 43      | Hungría                 | 70.443     | 155.30 | 155.3           |
| 44      | Libia                   | 70.429     | 155.27 | 155.27          |
| 45      | Luxemburgo              | 70.270     | 154.92 | 154.92          |
| 46      | Tayikistán              | 70.234     | 154.84 | 154.84          |
| 47      | Portugal                | 70.193     | 154.75 | 154.75          |
| 48      | Lituania                | 70.153     | 154.66 | 154.66          |
| 49      | Grenada                 | 70.139     | 154.63 | 154.63          |
| 50      | Panamá                  | 69.939     | 154.19 | 154.19          |
| 51      | Irlanda                 | 69.926     | 154.16 | 154.16          |
| 52      | Canadá                  | 69.767     | 153.81 | 153.81          |
| 53      | Jordania                | 69.649     | 153.55 | 153.55          |
| 54      | St Vincent & Grenadines | 69.590     | 153.42 | 153.42          |
| 55      | Belice                  | 69.377     | 152.95 | 152.95          |
| 56      | Poland                  | 69.241     | 152.65 | 152.65          |
| 57      | Macedonia               | 69.209     | 152.58 | 152.58          |
| 58      | Italia                  | 69.205     | 152.57 | 152.57          |
| 59      | Jamaica                 | 69.064     | 152.26 | 152.26          |
| 60      | Suecia                  | 69.064     | 152.26 | 152.26          |
| 61      | Turquía                 | 69.046     | 152.22 | 152.22          |
| 62      | Cuba                    | 69.037     | 152.20 | 152.2           |
| 63      | México                  | 69.023     | 152.17 | 152.17          |
| 64      | Mongolia                | 68.910     | 151.92 | 151.92          |
| 65      | Uruguay                 | 68.873     | 151.84 | 151.84          |
| 66      | Bélgica                 | 68.801     | 151.68 | 151.68          |
| 67      | Suriname                | 68.778     | 151.63 | 151.63          |
| 68      | Letonia                 | 68.778     | 151.63 | 151.63          |
| 69      | Noruega                 | 68.774     | 151.62 | 151.62          |
| 70      | Países Bajos            | 68.746     | 151.56 | 151.56          |
| 71      | Ucrania                 | 68.674     | 151.40 | 151.4           |
| 72      | Guatemala               | 68.579     | 151.19 | 151.19          |
| 73      | Saint Lucia             | 68.438     | 150.88 | 150.88          |
| 74      | Armenia                 | 68.424     | 150.85 | 150.85          |
| 75      | Nicaragua               | 68.415     | 150.83 | 150.83          |
| 76      | Vanuatu                 | 68.229     | 150.42 | 150.42          |
| 77      | El Salvador             | 68.220     | 150.40 | 150.4           |
| 78      | Lebanon                 | 68.170     | 150.29 | 150.29          |
| 79      | Ecuador                 | 68.166     | 150.28 | 150.28          |
| 80      | Fiyi                    | 68.048     | 150.02 | 150.02          |
| 81      | Bolivia                 | 68.034     | 149.99 | 149.99          |
| 82      | Dominican Rep.          | 67.993     | 149.90 | 149.9           |
| 83      | Dinamarca               | 67.957     | 149.82 | 149.82          |
| 84      | Costa Rica              | 67.853     | 149.59 | 149.59          |
| 85      | Túnez                   | 67.726     | 149.31 | 149.31          |
| 86      | Irán                    | 67.608     | 149.05 | 149.05          |
| 87      | Turkmenistán            | 67.563     | 148.95 | 148.95          |
| 88      | Paraguay                | 67.445     | 148.69 | 148.69          |
| 89      | Perú                    | 67.440     | 148.68 | 148.68          |
| 90      | Siria                   | 67.422     | 148.64 | 148.64          |
| 91      | Guyana                  | 67.032     | 147.78 | 147.78          |
| 92      | Francia                 | 66.782     | 147.23 | 147.23          |
| 93      | Estonia                 | 66.732     | 147.12 | 147.12          |
| 94      | Equatorial Guinea       | 66.451     | 146.50 | 146.5           |
| 95      | Rumania                 | 66.401     | 146.39 | 146.39          |
| 96      | Colombia                | 66.370     | 146.32 | 146.32          |
| 97      | Uzbekistán              | 66.351     | 146.28 | 146.28          |
| 98      | Kazajistán              | 66.265     | 146.09 | 146.09          |
| 99      | Brasil                  | 66.093     | 145.71 | 145.71          |
| 100     | Mauritius               | 66.052     | 145.62 | 145.62          |
| 101     | Irak                    | 66.034     | 145.58 | 145.58          |
| 102     | Lesoto                  | 65.966     | 145.43 | 145.43          |
| 103     | Honduras                | 65.834     | 145.14 | 145.14          |
| 104     | Omán                    | 65.803     | 145.07 | 145.07          |
| 105     | Sudáfrica               | 65.667     | 144.77 | 144.77          |
| 106     | Kirguistán              | 65.413     | 144.21 | 144.21          |
| 107     | Botsuana                | 65.045     | 143.40 | 143.4           |
| 108     | Camerún                 | 64.832     | 142.93 | 142.93          |
| 109     | Marruecos               | 64.764     | 142.78 | 142.78          |
| 110     | Corea del Sur           | 64.392     | 141.96 | 141.96          |
| 111     | Mauritania              | 64.179     | 141.49 | 141.49          |
| 112     | Argelia                 | 63.639     | 140.30 | 140.3           |
| 113     | Gabón                   | 62.845     | 138.55 | 138.55          |
| 114     | Ghana                   | 62.491     | 137.77 | 137.77          |
| 115     | Cabo Verde              | 62.296     | 137.34 | 137.34          |
| 116     | Papúa Nueva Guinea      | 62.251     | 137.24 | 137.24          |
| 117     | Swaziland               | 62.097     | 136.90 | 136.9           |
| 118     | Yibuti                  | 62.015     | 136.72 | 136.72          |
| 119     | Haití                   | 61.698     | 136.02 | 136.02          |
| 120     | Comoros                 | 61.044     | 134.58 | 134.58          |
| 121     | Zimbabue                | 61.022     | 134.53 | 134.53          |
| 122     | Brunéi                  | 60.945     | 134.36 | 134.36          |
| 123     | Sierra Leona            | 60.854     | 134.16 | 134.16          |
| 124     | Nigeria                 | 60.745     | 133.92 | 133.92          |
| 125     | Malasia                 | 60.682     | 133.78 | 133.78          |
| 126     | China                   | 60.555     | 133.50 | 133.5           |
| 127     | Angola                  | 60.387     | 133.13 | 133.13          |
| 128     | Senegal                 | 60.373     | 133.10 | 133.1           |
| 129     | Benín                   | 60.282     | 132.90 | 132.9           |
| 130     | Mali                    | 60.078     | 132.45 | 132.45          |
| 131     | Yemen                   | 59.802     | 131.84 | 131.84          |
| 132     | Philippines             | 59.715     | 131.65 | 131.65          |
| 133     | Namibia                 | 59.584     | 131.36 | 131.36          |
| 134     | Sudán                   | 59.407     | 130.97 | 130.97          |
| 135     | Togo                    | 59.280     | 130.69 | 130.69          |
| 136     | Guinea                  | 59.112     | 130.32 | 130.32          |
| 137     | Japón                   | 59.017     | 130.11 | 130.11          |
| 138     | Pakistan                | 58.976     | 130.02 | 130.02          |
| 139     | Singapur                | 58.935     | 129.93 | 129.93          |
| 140     | Tailandia               | 58.786     | 129.60 | 129.6           |
| 141     | Côte d'Ivoire           | 58.727     | 129.47 | 129.47          |
| 142     | Laos                    | 58.436     | 128.83 | 128.83          |
| 143     | Chad                    | 58.196     | 128.30 | 128.3           |
| 144     | Níger                   | 57.933     | 127.72 | 127.72          |
| 145     | Maldivas                | 57.647     | 127.09 | 127.09          |
| 146     | São Tomé and Príncipe   | 57.561     | 126.90 | 126.9           |
| 147     | Burkina Faso            | 57.456     | 126.67 | 126.67          |
| 148     | Congo                   | 57.384     | 126.51 | 126.51          |
| 149     | Tanzania                | 57.293     | 126.31 | 126.31          |
| 150     | Gambia                  | 57.071     | 125.82 | 125.82          |
| 151     | Uganda                  | 57.007     | 125.68 | 125.68          |
| 152     | Afganistán              | 56.935     | 125.52 | 125.52          |
| 153     | Malawi                  | 56.681     | 124.96 | 124.96          |
| 154     | Ruanda                  | 56.635     | 124.86 | 124.86          |
| 155     | Myanmar                 | 56.354     | 124.24 | 124.24          |
| 156     | Kenia                   | 56.264     | 124.04 | 124.04          |
| 157     | Guinea-Bissau           | 56.087     | 123.65 | 123.65          |
| 158     | Mozambique              | 55.955     | 123.36 | 123.36          |
| 159     | Rep. Centroafricana     | 55.946     | 123.34 | 123.34          |
| 160     | Zambia                  | 55.910     | 123.26 | 123.26          |
| 161     | Camboya                 | 55.742     | 122.89 | 122.89          |
| 162     | Liberia                 | 55.533     | 122.43 | 122.43          |
| 163     | Somalia                 | 55.375     | 122.08 | 122.08          |
| 164     | Madagascar              | 55.157     | 121.60 | 121.6           |
| 165     | Burundi                 | 54.127     | 119.33 | 119.33          |
| 166     | Congo                   | 53.501     | 117.95 | 117.95          |
| 167     | Etiopía                 | 53.057     | 116.97 | 116.97          |
| 168     | India                   | 52.943     | 116.72 | 116.72          |
| 169     | Corea del Norte         | 52.589     | 115.94 | 115.94          |
| 170     | Indonesia               | 52.467     | 115.67 | 115.67          |
| 171     | Eritrea                 | 52.041     | 114.73 | 114.73          |
| 172     | Timor-Leste             | 51.950     | 114.53 | 114.53          |
| 173     | Bután                   | 51.142     | 112.75 | 112.75          |
| 174     | Vietnam                 | 50.725     | 111.83 | 111.83          |
| 175     | Nepal                   | 50.476     | 111.28 | 111.28          |
| 176     | Sri Lanka               | 50.421     | 111.16 | 111.16          |
| 177     | Bangladés               | 49.591     | 109.33 | 109.33          |
| —       | Media mundial           | 61.997     | 136.68 | 136.68          |